# Lei Lola
A Lei 13.642/18, conhecida como Lei Lola, foi uma lei sancionada no governo Temer que permite a investigação de quaisquer casos de misoginia na internet pela Polícia Federal.

## Antecedentes

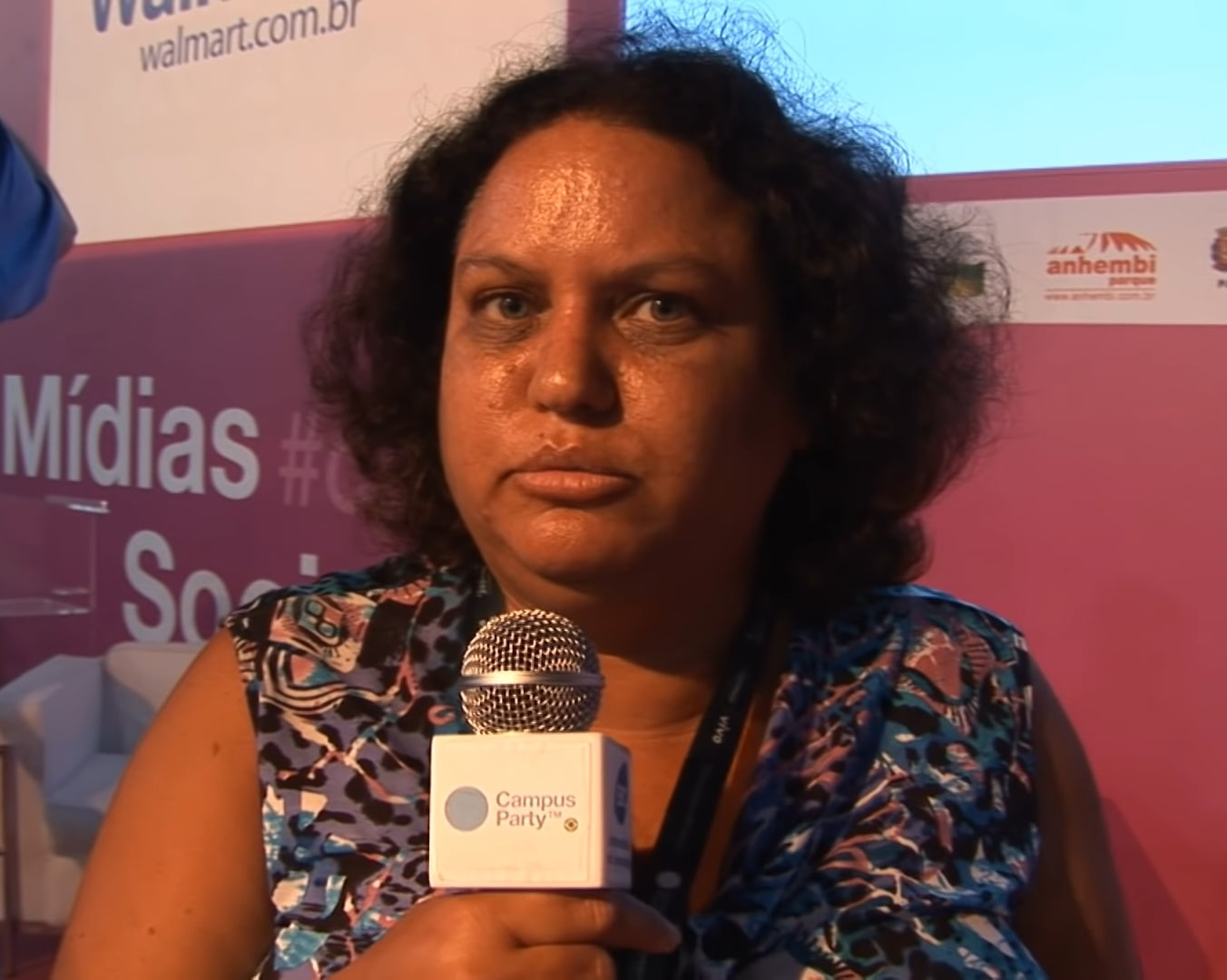
Lola Aronovich é ameaçada desde 2008

Dolores Aronovich Aguero, mais conhecida como Lola Aronovich, é uma  argentina naturalizada brasileira que leciona literatura na Universidade Federal do Ceará (UFC), e é conhecida pelo seu blog feminista Escreva Lola Escreva. Ela passou a ser ameaçada de morte desde 2008, quando seu blog foi aberto. A maior parte das ameaças que recebe vêm de fóruns anônimos como o Dogolachan, pois ela entrou em desavenças com seu criador, Marcelo Valle Silveira Mello, por ter classificado o Massacre de Realengo como feminicídio em 2011 e denunciado seu site racista, Sílvio Koerich, em 2013. Além dela, sua família também passou a ser ameaçada. Seu marido, Silvio Cunha Pereira, passou a receber ameaças desde 2014. O Dogolachan é o maior site da extrema-direita no Brasil e é conhecido por estar envolvidos em ameaças e assassinatos, como o Massacre de Suzano. Em uma dessas ameaças, GOEC disse em 2016 de faria uma chacina na UFC que deixaria 300 mortos caso a universidade não demitisse Lola, porém pediu desculpas quando passou a ser investigado. Em outro caso, os channers criarm um site parodiando seu blog, o Lola Escreva Lola, onde a acusaram de manter um cassino ilegal em Fortaleza, onde Lola venderia drogas, animais silvestres e também funcionaria como uma clínica de aborto. Também foi acusada de desviar verbas de sua universidade e a denunciaram para a ouvidoria e para a Polícia Federal. Em outro caso, em 2017, Marcelo a processou duas vezes, e foram planejados atentados contra a sua vida no Dogolachan. Suas advogadas, porém, conseguiram que a audiência fosse feita por vídeoconferência. Posteriormente, as advogadas se retiraram do caso por também estarem sendo ameaçadas. Um advogado assumiu o caso, mas também saiu por sua filha passar a ser ameaçada. A nova advogada assinava como um homem, para evitar os assédios.

## Promulgação
Lola denunciava várias das ameaças que sofria em delegacias especializadas em crimes cibernéticos, delegacias no geral e na Delegacia da Mulher, porém a investigação era dificultada pela falta de vínculo de Lola com os agressores e pelos sites que a ameaçavam estarem hospedados fora do país. Além disso, até então existiam poucas leis que regulamentavam crimes na internet, sendo elas o Marco Civil da Internet, a Lei Geral de Proteção de Dados e a Lei Carolina Dieckmann, o que leva criminosos a acharem brechas para saírem impunes.
O caso ganhou a atenção da deputada do Partido dos Trabalhadores (PT) Luizianne Lins, que criou o Projeto de Lei 4.614/16 . Lins entendia que, pelos crimes possuirem caráter interestadual e internacional, a investigação deveria ser feita pela Polícia Federal, e não pela Civil. Ela foi outorgada no dia 3 de abril de 2018 pelo então presidente Michel Temer e os ex-Ministros da Justiça e da Mulher, Família e Direitos Humanos Torquato Jardim e Gustavo do Vale Rocha. O processo de promulgação foi rápido, durando apenas quatro meses.

## Análise
A lei é um marco por ser a primeira vez em que a palavra "misoginia" aparece na legislação brasileira. Porém, Lola reitera que "tem uma distância grande entre você aprovar uma lei e aplicar uma lei". Além disso, a lei prevê apenas a investigação. De acordo com Vladimir Aras, procurador representante do Ministério Público Federal, os juizes apenas julgarão se os crimes forem transicionais e previstos em tratados internacionais. A misoginia em si não é crime, apesar de que ações ligadas a ela sejam. Portanto, mesmo que investigado, o caso poderá não ser julgado.

## Ligações Externas
- Lei Lola